# PNY
PNY Technologies, Inc., conhecida comercialmente como PNY, é um fabricante americano de cartões de memória flash, unidades flash USB, unidades de estado sólido (SSD), módulos de memória, carregadores de bateria portáteis, travas de computador, cabos, carregadores, adaptadores e placas de vídeos gamer e profissional. A empresa está sediada em Parsippany-Troy Hills, Nova Jersey.
PNY significa "Paris, New York", pois eles costumavam trocar módulos de memória entre Paris e Nova York.

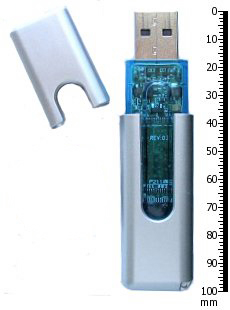
Uma unidade flash USB PNY Attaché de 128 MB (2004)

## História
A PNY Electronics, Inc. surgiu no Brooklyn, Nova York, em 1985, como uma empresa que comprava e vendia chips de memória.
Em 1996, a empresa estava sediada em Moonachie, Nova Jersey, e tinha uma fábrica de produção lá, uma fábrica adicional em Santa Clara, Califórnia, e atendia a Europa a partir de uma terceira instalação em Bordéus, França.
Para enfatizar sua expansão na fabricação de novas formas de memória e produtos complementares, a empresa mudou seu nome em 1997 para PNY Technologies, Inc. A empresa agora tem seus principais escritórios em Parsippany, Nova Jersey; Santa Clara, Califórnia; Miami, Flórida; Bordéus, França e Taiwan.
Em 2009, o New Jersey Nets vendeu os direitos de nome de suas camisas de treino para a PNY. Em 2010, o governador de Nova Jersey, Chris Christie, falou com o CEO da PNY, Gadi Cohen, sobre ficar em Nova Jersey depois que Cohen estava considerando uma mudança para a Pensilvânia. Em 2011, a PNY mudou sua sede global e principal fábrica para um local de mais de 40 acres na Jefferson Road em Parsippany, NJ. O tenente governador Kim Guadagno visitou a empresa e chamou-a de "uma boa notícia de negócios para Nova Jersey".

## Produtos
A PNY é uma empresa de tecnologia de memória e placas gráficas e fabricante de periféricos de computador, incluindo os seguintes produtos:
- Cartões de memória flash
- Unidades flash USB
- Unidades de estado sólido
- Dispositivo de memória
- Placas gráficas NVIDIA GeForce e Quadro
- Cabos HDMI
- Módulos DRAM
- Carregadores de bateria portáteis
- HP Pendrive & MicroSD Cards[6]

Produtos de legado:
- Discos CD-R

A PNY introduziu placas de vídeo refrigeradas a água e unidades flash USB temáticas que incluem filmes completos.